# Arhbarite
L'arhbarite è un minerale.